# گمینا ترانبکی ویلکیه
گمینا ترانبکی ویلکیه (به لهستانی:  Gmina Trąbki Wielkie) یک گمینا در لهستان است که در شهرستان گدانسک واقع شده‌است. گمینا ترانبکی ویلکیه ۱۶۲٫۶۲ کیلومتر مربع مساحت و ۹٬۴۹۵ نفر جمعیت دارد.